# Hugh McDowell
Pour les articles homonymes, voir McDowell.
Hugh Alexander McDowell, né le 31 juillet 1953 et décédé le 6 novembre 2018, était un violoncelliste britannique bien connu pour son appartenance au groupe Electric Light Orchestra. 

## Carrière
McDowell a commencé à jouer du violoncelle à l'âge de quatre ans et demi; à l'âge de 10 ans, il avait gagné une bourse d'études à l'école Yehudi Menuhin. Un an plus tard, il fait sa première apparition professionnelle dans The Turn of the Screw de Benjamin Britten, dans lequel il chante. Plus tard, il fréquenta le Kingsway College of Higher Education, le Royal College of Music et la Guildhall School of Music and Drama. Il a joué avec le London Youth Symphony Orchestra, le London Schools Symphony Orchestra, le National Youth Orchestra et le London Youth Chamber Orchestra, jusqu'à ce qu'il soit persuadé par Wilf Gibson de rejoindre le Electric Light Orchestra.

## Electric Light Orchestra
McDowell a joué avec la première formation live live du groupe ELO en 1972 alors qu'il n'avait que 19 ans, mais il est parti avec le guitariste fondateur, Roy Wood et le claviériste / claviériste Bill Hunt pour former le groupe Wizzard. Durant son séjour avec Wizzard, il a joué à la fois du violoncelle et du synthétiseur Moog, mais est revenu à ELO en 1973 pour remplacer Colin Walker. Le retour de McDowell était en partie motivé par le désir de jouer plus de violoncelle et moins de claviers comme il le faisait avec Wizzard. Il est resté avec ELO  jusqu'à ce que Jeff Lynne supprime les violoncelles de la formation. McDowell est apparu dans des vidéos promotionnelles pour l'album Discovery, bien qu'il n'ait pas joué sur le disque. Il a joué avec Electric Light Orchestra Part II en 1991.

## Après ELO
En 1980, McDowell joue sur l'album Gift Wrapped de l'ancien violoncelliste d'ELO, Melvyn Gale, qui a fondé le groupe Wilson Gale & Co. Cet automne-là, il commence à enseigner à temps partiel au département de technologie des instruments de musique d'un lycée londonien, London College of Furniture, qui fait maintenant partie de la Guildhall University. Il dirige un orchestre d'enfants et d'autres orchestres dans plusieurs écoles de Londres.
Pendant une courte période, vers 1982, il est membre de Radio Stars et enregistre le single My Mother Said avec le groupe.
McDowell a été membre des groupes de chambre du XXe siècle, George W. Welch, Harmonie Band et Quorum. Il rejoint le Cornelius Cardew Ensemble, un groupe de musique contemporaine, en 1995. Cornelius Cardew est le professeur de vibraphone de Kerry Minnear, claviériste de Gentle Giant.
En 2004, Hugh McDowell collabore à l’album River to the Sea de Simon Apple, puis à l’album Tales de Turnpike House en 2005, avec le groupe Icon de John Wetton et Geoff Downes, et à Echoes in Time sur l’album de Port Mahadia. Il joue également du violoncelle sur l'album Phoenix d’Asia 2008, sur An Extraordinary Life et I Will Remember You.
McDowell a également arrangé et enregistré de nombreux albums de pop, de rock et de jazz-fusion et a collaboré à des projets de danse, de cinéma et de théâtre.
Il s'est impliqué dans la programmation informatique et a publié un programme de composition musicale appelé Fractal Music Composer en 1992. Il a développé une suite de quatre programmes : Mandelbrot Set Composer, Julia Set Composer, Mandelbrot Zoom et Play Midi.

## Mort
Hugh McDowell meurt d'un cancer le 6 novembre 2018.

## Discographie

### Electric Light Orchestra
- 1973 : On The Third Day
- 1974 : Eldorado - A Symphony By The Electric Light Orchestra
- 1975 : Face the Music
- 1976 : A New World Record
- 1977 : Turn To Stone
- 1977 : Freedom City Pandemonium: Live In The City By The Bay
- 1977 : Out Of The Blue
- 1988 : Secret Messages + A New World Record
- 1989 : The Out Of The Blue Tour · Live At Wembley
- 1990 ; Afterglow
- 1992 : Electric Light Orchestra Part Two* Featuring The Moscow Symphony Orchestra – Performing ELO's Greatest Hits Live
- 1998 : The Night The Light Went On (In Long Beach)
- 1998 : Out Of The Blue · Live At Wembley
- 1999 : The BBC Sessions
- 2010 : Live London 1976
- 2011 : The Classic Albums Collection
- 2016 : Studio Albums 1973-1977

### Wizzard
- 1973 : See My Baby Jive/Bend Over Beethoven
- 1973 : Wizzard Brew
- 1989 : The Definite Album
- 1999 : Singles A's And B's

### Orkestra
- 1991 : Beyond The Dream
- 1993 : Roll Over Beethoven

### Collaborations
- 1975 : Grasshopper de David Carradine
- 1977 : Kiki Dee de Kiki Dee
- 1977 : Glider de Glider
- 1978 : Y'a Personne... (...Y'a Pas Grand Monde En Somme) de Alain Monney
- 1978 : Hearts Under Fire
- 1982 : Out In The Jungle de The Saints
- 1982 : My Mother Said/Two Minutes Mr Smith - Single de Radio Stars
- 1988 : Discoveries Underwater de Howard J. Davidson
- 1990 : Songs Of Salvation 1976-1988 de The Saints
- 1992 : Somewhere There's A Place For Us de Radio Stars
- 1994 : Moon Mirror Sun Song de Blackwaterstreet
- 1996 : First Fruits de Eggman
- 2001 : Little Fish de Cheryl Beer
- 2004 : River To The Sea de Simon Apple
- 2004 : The Seven Autumn Flowers de Trembling Blue Stars
- 2005 : Tales From Turnpike House de Saint Étienne
- 2005 : Icon - Heat of the Moment de John Wetton ♦ Geoffrey Downes
- 2005 : Icon de Wetton/Downes
- 2006 : Acoustic TV Broadcast de Icon
- 2006 : Icon II: Rubicon de Icon
- 2006 : Dreamscape de dB~infusion
- 2007 : The Last Holy Writer de Trembling Blue Stars
- 2007 : Echoes In Time de Port Mahadia
- 2008 : Phoenix de Asia
- 2008 : She de Caamora
- 2008 : Journey's End... An Acoustic Anthology de Caamora
- 2008 : Something For The Weekend / Hello Boston! de Radio Stars/Martin Gordon
- 2009 : Icon 3 de Icon
- 2009 : Anonymous de Ciam
- 2009 : Urban Psalm - Live de Icon
- 2010 : We're All In This Together de Gabby Young & Other Animals
- 2010 : The Gathering Light de Karnataka
- 2011 : Muso & Proud de dB~infusion
- 2012 : Words And Music By Saint Etienne de Saint Etienne
- 2012 : Entertaining Angels de Landmarq
- 2015 : The Studio Recordings Anthology de John Wetton
- 2016 : Quantum Space de Port Mahadia
- 2017 : El Original Brew/The Kentish Town Song - Single de The Ancient Order Of Froth Blowers